# Volucella inanoides
Volucella inanoides är en tvåvingeart som beskrevs av Herve-bazin 1923. Volucella inanoides ingår i släktet humleblomflugor, och familjen blomflugor. Inga underarter finns listade i Catalogue of Life.